# Lista de vereadores de Salvador da 17.ª legislatura
Esta é a lista dos vereadores de Salvador, eleitos nas eleições de 7 de outubro de 2012, que ocuparam a Câmara Municipal de Salvador no mandato de 1 de janeiro de 2013 a 31 de dezembro de 2016. Alguns desses foram eleitos para outros cargos nas eleições de 2014, então foram substituídos pelo suplentes.
|    | Nome                                                                                    | Partido                                            | Votos  | %    | Observações                 |
| -- | --------------------------------------------------------------------------------------- | -------------------------------------------------- | ------ | ---- | --------------------------- |
| 1  | Carlos da Silva Muniz (Salvador, 17.04.1970–)                                           | Partido Trabalhista Nacional (PTN)                 | 16.959 | 1,31 | 2º mandato                  |
| 2  | Hilton Barros Coelho (Salvador, 22.06.1971–)                                            | Partido Socialismo e Liberdade (PSOL)              | 16.408 | 1,27 | 1º mandato                  |
| 3  | Eronildes Vasconcelos Carvalho, Tia Eron                                                | Partido Republicano Brasileiro (PRB)               | 15.590 | 1,21 | 4º mandato[f]               |
| 4  | Marco Prisco Caldas Machado, Soldado Prisco (Catu, 26.05.1969–)                         | Partido da Social Democracia Brasileira (PSDB)     | 14.820 | 1,15 | 1º mandato[e]               |
| 5  | Dr. David Silva Rios (Riachão do Jacuípe, 22.07.1968–)                                  | Partido Social Democrático (PSD)                   | 14.597 | 1,13 | 2º mandato[b]               |
| 6  | Waldir Pires                                                                            | Partido dos Trabalhadores (PT)                     | 13.801 | 1,07 | 1º mandato                  |
| 7  | Luiz Carlos de Souza (Bezerros, 20.04.1972–)                                            | Partido Republicano Brasileiro (PRB)               | 13.505 | 1,05 | 1º mandato                  |
| 8  | Alan de Castro Dayube (Cruz das Almas, 16.06.1973–)                                     | Partido Trabalhista Nacional (PTN)                 | 13.477 | 1,04 | 2º mandato[a]               |
| 9  | Isnard Pimenta de Araújo (Juiz de Fora, 10.08.1963–)                                    | Partido da República (PR)                          | 13.055 | 1,01 | 3º mandato                  |
| 10 | Edvaldo Brito (Muritiba, 03.10.1937–)                                                   | Partido Trabalhista Brasileiro (PTB)               | 11.966 | 0,93 | 1º mandato                  |
| 11 | Antonio Carolino Araújo Filho, Toinho Carolino (Salvador, 24.01.1965–)                  | Partido Trabalhista Nacional (PTN)                 | 11.314 | 0,88 | 1º mandato                  |
| 12 | Geraldo Alves Ferreira Júnior (Salvador, 07.05.1969–)                                   | Partido Trabalhista Nacional (PTN)                 | 11.264 | 0,87 | 2º mandato                  |
| 13 | Cátia Maria Araújo Rodrigues Penha (Salvador, 27.05.1968–)                              | Partido da Mobilização Nacional (PMN)              | 10.895 | 0,84 | 1º mandato                  |
| 14 | Ana Rita Tavares Teixeira (Salvador, 31.10.1962–)                                       | Partido Verde (PV)                                 | 10.039 | 0,78 | 1º mandato                  |
| 15 | Orlando Pereira Palhinha (Muritiba, 28.10.1961–)                                        | Partido Progressista (PP)                          | 9.865  | 0,76 | 3º mandato                  |
| 16 | Heber de Souza Santana (Salvador, 25.06.1983–)                                          | Partido Social Cristão (PSC)                       | 8.901  | 0,69 | 2º mandato                  |
| 17 | Paulo Sérgio de Sá Bittencourt Câmara (2013-2016) (Salvador, 07.11.1972–)               | Partido da Social Democracia Brasileira (PSDB)     | 8.733  | 0,68 | 2º mandato                  |
| 18 | Alberto Vianna Braga Neto (Salvador, 05.08.1981–)                                       | Partido Social Cristão (PSC)                       | 8.692  | 0,67 | 2º mandato                  |
| 19 | Eduardo Henrique Brito dos Santos Sanches, Duda Sanches (Feira de Santana, 20.06.1990–) | Partido Social Democrático (PSD)                   | 8.471  | 0,66 | 1º mandato                  |
| 20 | Luiz Carlos Santos Lima, Suica (Salvador, 12.09.1966–)                                  | Partido dos Trabalhadores (PT)                     | 8.222  | 0,64 | 1º mandato                  |
| 21 | Pedro Souza dos Santos, Pedrinho Pepê (Feira de Santana, 29.06.1945–)                   | Partido do Movimento Democrático Brasileiro (PMDB) | 8.076  | 0,63 | 3º mandato                  |
| 22 | Marcell Carvalho de Moraes (Ruy Barbosa, 29.08.1978–)                                   | Partido Verde (PV)                                 | 7.973  | 0,62 | 1º mandato[d]               |
| 23 | Alfredo Macêdo Mangueira (Salvador, 20.12.1948–)                                        | Partido do Movimento Democrático Brasileiro (PMDB) | 7.940  | 0,62 | 5º mandato                  |
| 24 | Clistenes Bispo, Kiki Bispo (Salvador, 29.11.1974–)                                     | Partido Trabalhista Nacional (PTN)                 | 7.617  | 0,59 | 1º mandato                  |
| 25 | Joceval Rodrigues dos Santos (Salvador, 04.10.1970–)                                    | Partido Popular Socialista (PPS)                   | 7.437  | 0,58 | 2º mandato                  |
| 26 | Arnando Lessa Silveira (Salvador, 07.08.1952–)                                          | Partido dos Trabalhadores (PT)                     | 7.158  | 0,55 | 1º mandato Retorna à Câmara |
| 27 | Euvaldo Jorge Miranda de Oliveira (Amargosa, 16.01.1953–)                               | Partido Progressista (PP)                          | 6.850  | 0,53 | 1º mandato                  |
| 28 | Leonardo Silva Prates, Léo Prates (Salvador, 05.04.1978–)                               | Democratas (DEM)                                   | 6.787  | 0,53 | 1º mandato                  |
| 29 | Cláudio Tinoco Melo de Oliveira (Salvador, 02.09.1969–)                                 | Democratas (DEM)                                   | 6.677  | 0,52 | 1º mandato                  |
| 30 | Gilmar Carvalho Santiago (Salvador, 29.10.1960–)                                        | Partido dos Trabalhadores (PT)                     | 6.637  | 0,51 | 2º mandato                  |
| 31 | Dra. Fabíola Mansur de Carvalho (Rio de Janeiro, 22.10.1962–)                           | Partido Socialista Brasileiro (PSB)                | 6.524  | 0,51 | 1º mandato[c]               |
| 32 | José Carlos Soveral da Silva, J. Carlos Filho (Salvador, 01.11.1975–)                   | Partido dos Trabalhadores (PT)                     | 6.454  | 0,50 | 1º mandato                  |
| 33 | José Gonçalves Trindade (Salvador, 06.08.1963–)                                         | Partido Social Liberal (PSL)                       | 6.452  | 0,50 | 1º mandato                  |
| 34 | Odiosvaldo Bonfim Vigas (Salvador, 08.06.1951–)                                         | Partido Democrático Trabalhista (PDT)              | 6.234  | 0,48 | 5º mandato                  |
| 35 | Moisés Rocha dos Santos (Salvador, 31.12.1963–)                                         | Partido dos Trabalhadores (PT)                     | 5.915  | 0,46 | 2º mandato                  |
| 36 | Henrique Santana Carballal (Salvador, 29.07.1970–)                                      | Partido dos Trabalhadores (PT)                     | 5.785  | 0,45 | 2º mandato                  |
| 37 | Tiago Brandão Correia (Salvador, 20.11.1979–)                                           | Partido Trabalhista Nacional (PTN)                 | 5.413  | 0,42 | 1º mandato                  |
| 38 | Maria Aladilce de Souza (Nova Soure, 06.11.1956–)                                       | Partido Comunista do Brasil (PCdoB)                | 5.007  | 0,39 | 3º mandato                  |
| 39 | Antonio Noélio Libânio, Alemão (Valença, 13.07.1949–)                                   | Partido Republicano Progressista (PRP)             | 4.551  | 0,35 | 2º mandato                  |
| 40 | Everaldo Augusto da Silva (Brumado, 16.10.1958–)                                        | Partido Comunista do Brasil (PCdoB)                | 4.481  | 0,35 | Retorna à Câmara            |
| 41 | Leandro Alves Dias, Leandro Guerrilha (Salvador, 01.05.1973–)                           | Partido Social Liberal (PSL)                       | 4.376  | 0,34 | 1º mandato                  |
| 42 | Sílvio Humberto dos Passos Cunha (Salvador, 27.02.1963–)                                | Partido Socialista Brasileiro (PSB)                | 4.123  | 0,32 | 1º mandato                  |
| 43 | Edivaldo Ribeiro e Silva, Edivaldo Vado (Olinda, 21.04.1970–)                           | Democratas (DEM)                                   | 4.059  | 0,31 | 1º mandato                  |

## Legenda
| Cor  | Significado          |
| Bege | Presidente da Câmara |
| Azul | Suplente             |